# Selección de béisbol de Brasil
La selección de béisbol de Brasil es el equipo representativo del país en competiciones oficiales. Su organización está a cargo de la Confederación Brasileña de Béisbol y Sóftbol, y se encuentra ubicada en la posición número 20 del ranking de la Federación Internacional de Béisbol. Asistió por primera ocasión al Clásico Mundial en la edición del año 2013.

## Participación en torneos oficiales

### Clásico Mundial
Brasil fue convocado para participar en la ronda de clasificación al Clásico Mundial de Béisbol del 2013, en el grupo que tuvo como sede la ciudad de Panamá, en el que también se encontraban Nicaragua y Colombia. Allí se impuso a la selección local en la final y terminó invicto en el torneo, por lo que fue uno de los equipos que por primera ocasión acudieron al máximo evento del béisbol en su tercera edición.
En el Clásico Mundial, el equipo sudamericano perdió todos sus encuentros de la primera ronda. Se encontraba en el grupo A junto a Cuba, Japón y China.
Brasil se clasificó para el Clásico Mundial de Béisbol de 2026.

### Copa Mundial
La selección brasileña ha realizado dos participaciones en Copas Mundiales, precisamente en los años 2003 y 2005. En la segunda de ellas obtuvo su mejor resultado al colocarse en la séptima posición de la clasificación general. Llegó a la ronda de cuartos de final, en la que cayó frente a Cuba por un estrecho marcador de cuatro carreras por tres.

### Juegos Panamericanos
Justo en la primera edición de los Juegos Panamericanos del año 1951, Brasil se presentó con una selección de béisbol. La última aparición la realizó en el 2007, en la que no pasó de la primera ronda.